# Jerzy Niczyperowicz
Jerzy Feliks Niczyperowicz (ur. 20 listopada 1936 w Nieświeżu, zm. 15 stycznia 1996) – polski polityk, związkowiec, inżynier budownictwa lądowego, poseł na Sejm I kadencji.

## Życiorys
W 1960 ukończył studia na Wydziale Budownictwa Lądowego Politechniki Gdańskiej (ze specjalnością budowy mostów). Od 1962 mieszkał i pracował w Olsztynie. Brał m.in. udział w budowie nowego gmachu dworca PKP i PKS Olsztyn Główny. Pracował w Wojewódzkim Przedsiębiorstwie Usług Inwestycyjnych, w latach 1976–1982 był zastępcą dyrektora tego przedsiębiorstwa; w 1980 organizował zakładowe struktury „Solidarności”. Później był m.in. zastępcą dyrektora Wydziału Gospodarki Terenowej i dyrektorem Wydziału Urbanistyki, Architektury i Nadzoru Budowlanego Urzędu Wojewódzkiego w Olsztynie. Pełnił również funkcję pełnomocnika wojewody olsztyńskiego ds. przejść granicznych.
Uczestniczył w IV, V i VI Zjeździe Delegatów NSZZ „Solidarność”, wchodził w skład władz Regionu Warmińsko-Mazurskiego (członek zarządu i prezydium zarządu w latach 1989–1995). W latach 1991–1993 z listy związkowej zasiadał w Sejmie I kadencji, biorąc udział w pracach Komisji Polityki Przestrzennej, Budowlanej i Mieszkaniowej oraz Komisji Stosunków Gospodarczych z Zagranicą i Gospodarki Morskiej; należał do Klubu Parlamentarnego NSZZ „Solidarność”.
W 2018 pośmiertnie odznaczony Krzyżem Oficerskim Orderu Odrodzenia Polski oraz Krzyżem Wolności i Solidarności.
Pochowany na cmentarzu komunalnym w Olsztynie.

## Życie prywatne
Był żonaty (żona Teresa), miał troje dzieci (syna Piotra oraz córki Ludmiłę i Annę).